# Chlorops rufofasciatus
Chlorops rufofasciatus är en tvåvingeart som först beskrevs av Zimin 1930.  Chlorops rufofasciatus ingår i släktet Chlorops och familjen fritflugor. Inga underarter finns listade i Catalogue of Life.